# لياندرو بيسيرا
لياندرو بيسيرا (بالإسبانية: Leandro Becerra)‏ (26 يناير 1984 بقرطبة في الأرجنتين - ) هو لاعب كرة قدم أرجنتيني في مركز الوسط. لعب مع أتلتيكو باتروناتو وأتليتيكو توكومان وأتليتيكو رافائيلا وأنورثوسيس فاماغوستا وباس جيانينا وتيرو فيديرال ودي.سي. يونايتد وديفنسا خوستيكا ونادي أتليتيكو بيلغرانو ونادي باكو وVenados F.C. ‏ وسان مارتين دي سان خوان.

## وصلات خارجية
- لياندرو بيسيرا على موقع قاعدة بيانات كرة القدم.إي يو (الإنجليزية)
- لياندرو بيسيرا على موقع Soccerway.com (الإنجليزية)